# Charlene (zangeres)
Charlene (artiestennaam van Charlene Oliver, Hollywood, 1 juni 1950) is een Amerikaans zangeres. In 1973 tekende ze op 23-jarige leeftijd bij het platenlabel Motown, onder haar toenmalige naam Charlene Duncan. Haar eerste single All that love went to waste werd uitgebracht in januari 1974. Drie jaar later verscheen Charlene's titelloze debuutalbum Charlene. In hetzelfde jaar verscheen ook Songs of love wat feitelijk hetzelfde album was, maar dan aangevuld met een nieuwe versie van het nummer I've never been to me zonder gesproken tekst. Dit werd haar derde en succesvolste single. Pas in 1982 werd het een hit. Motown bracht het nummer opnieuw uit, ditmaal de originele versie met de gesproken tekst, waarin abortus en ongeboren kinderen aan bod komen. Deze versie van het nummer bereikte de hoogste positie in verschillende hitlijsten. Het succes van de single wist ze niet meer te evenaren. Een duet met Stevie Wonder, Used to be, bereikte #46 in de Billboard Hot 100 in 1982. Haar opname van het nummer Fire kwam terecht op de soundtrack van de film The Last Dragon (1985). In 1985 verliet ze Motown waarna ze geen werk meer heeft uitgebracht.

## Discografie
- Charlene, 1977
- Songs of love, 1977
- Used to be, 1982
- I've never been to me, 1982
- The sky is the limit, 1982
- Hit & run lover, 1984

### NPO Radio 2 Top 2000
| Nummer met noteringen in de NPO Radio 2 Top 2000 | '99 | '00 | '01  | '02  | '03  | '04  | '05  | '06  | '07  | '08  |
| ------------------------------------------------ | --- | --- | ---- | ---- | ---- | ---- | ---- | ---- | ---- | ---- |
| I've Never Been to Me                            | 905 | 885 | 1220 | 1470 | 1619 | 1785 | 1523 | 1682 | 1755 | 1630 |

1. ↑  Een vetgedrukt getal geeft de hoogste notering aan.
2. ↑  Deze tabel is bijgewerkt tot en met de laatste editie (2024).